# William Adams (político)
William Adams (21 de marzo de 1811 - 23 de julio de 1884) fue un miembro del Parlamento del de Marlborough, Nueva Zelanda, y el primer Superintendente de la provincia de Marlborough . 

## Primeros años
Adams nació en Upton, Herefordshire, Inglaterra en 1811. Llegó a Nueva Zelanda en 1850 y arribó en Nelson en el Eden.

## Política
Fue el primer superintendente de la provincia de Marlborough en 1860, luego de la separación de la provincia de Nelson.
Representó al electorado de Picton desde 1867 hasta 1868, cuando renunció.

## Muerte
Adams murió el 23 de julio de 1884. Está enterrado en su granja, Langley Dale, en la orilla norte del río Wairau. Le sobrevivieron su esposa y cuatro hijos, incluyendo a Acton Adams.